# Кардинал дон Луис Мария де Бурбон-и-Вальябрига
«Портрет кардинала дона Луиса Марии де Бурбон-и-Вальябрига» (исп. Retrato del cardenal don Luis María de Borbón y Vallabriga) — картина испанского художника Франсиско Гойи, написанная маслом на холсте. Существует несколько версий этого портрета, две из которых хранятся в музее Прадо и отличаются между собой ориентацией фигур. Не исключено, что один из них является копией оригинала Гойи, созданной Агустином Эстеве, его современником. Оригиальной же работой считается версия, хранящаяся в Художественном музее Сан-Паулу (Бразилия).
На портрете изображён Луис Мария де Бурбон-и-Вальябрига (1777—1823) в статусе архиепископа Толедо. Он был старшим ребёнком и единственным сыном инфанта Луиса Антонио Хайме, графа Чинчона, и приходился племянником испанскому королю Карлу III. Его отец впал в немилость и был изгнан из мадридского двора, когда отказался от планировавшейся карьеры священнослужителя и женился на гораздо более молодой арагонской графине Марии Тересе де Вальябрига-и-Росас. Мария Тереса была дочерью арагонского капитана кавалерии и графини Хосефы Стюарт де Торресекас. Она не имела королевского происхождения, а потому их брак считался морганатическим, и инфант и его семья лишились многочисленных привилегий. Семья проживала в городе Аренас-де-Сан-Педро, где вокруг инфанта образовался круг из известных художников, писателей и музыкантов той эпохи.
После смерти инфанта Луиса Антонио в 1785 году Луиса Марию и его сестёр, по приказу Карла III, забрали у матери. Франсиско де Лоренсана, архиепископ Толедо, взялся за образование мальчика, в то время как его сестёр отправили в монастырь. В 1797 году королева Мария Луиза выдала Марию Тересу, сестру Луиса, замуж за своего фаворита Мануэля Годоя с целью повысить его социальный статус. По наущению жены король Карл IV восстановил семье умершего инфанта Луиса Антонио право на использование фамилии и герба Бурбонов и другие утраченные привилегии. По случаю реабилитации семьи инфанта Гойя выполнил три портрета представителей этой семьи. Помимо кардинала, он также написал «Портрет графини Чинчон» (1800) и «Портрет Марии Людвики Бурбон-и-Вальябриги» (1801). Возвращение к мадридскому двору позволило Луису Марии в 1799 году достичь сана архиепископа Толедо. При этом он сменил своего прежнего наставника.
На портрете Гойи кардинал Толедо изображён вскоре после того, как стал архиепископом Толедо (ранее он был архиепископом Севильи). Карл IV вручил ему традиционные для члена королевской семьи награды. На его груди можно увидеть бело-синюю ленту с Большим крестом ордена Карлоса III, красную ленту с орденом Святого Януария и синюю ленту с французским орденом Святого Духа.